# Mijaíl Ilariónovich Vorontsov
El conde Mijaíl Ilariónovich Vorontsov (en ruso: Михаи́л Илларио́нович Воронцо́в; Minsk, 12 de julio de 1714 - Moscú, 15 de febrero de 1767) fue un político y diplomático ruso. Fue uno de los estadistas más próximos a Isabel I y Pedro III, y participó en la revolución palaciega de 1741. Desde 1744 fue vicecanciller y entre 1758 y 1765 fue Canciller del Imperio ruso. Fue el primer propietario del palacio Vorontsov de San Petersburgo y la dacha Vorontsova en la carretera de Peterhof.

## Biografía
Nacido el 12 de julio de 1714 en la familia del voivoda de Rostov, Ilarión Vorontsov (1674-1750), y su esposa Anna Grigorieva (nacida Maslova -f. 1740). Sus padres eran pequeños propietarios provenientes de una familia de boyardos originaria de Nóvogorod cuyo primer representante fue Fiódor Vorontsov (f. 1546), regente durante la minoría de edad de Iván IV en 1543. 
Desde los catorce años sirvió como paje en la corte de la gran princesa Isabel Petrovna. Junto con Iván Shuválov, condujo el trineo en el que la zarina se dirigió al cuartel del regimiento Preobrazhenski la noche en que fue declarada emperatriz. Él y Lestocq arrestaron a Ana Leopóldovna y su familia. Por ello, Isabel le concedió ricas propiedades. El 3 de enero de 1742, la condesa Anna Skavrónskaya, prima de la soberana contrajo matrimonio con Mijaíl.
Por un diploma del 16 de marzo de 1744 fue nombrado conde imperial por el emperador Carlos VII para a continuación ser nombrado vicecanciller. Como para 1760 no contaba con descendientes masculinos, el emperador Francisco I autorizó la extensión de la dignidad a sus hermanos Román e Iván y sus descendientes.
En las cortes extranjeras, Vorontsov tenía fama de ser un amante de la paz que no quería que Rusia interfiriera en las guerras europeas. En el gobierno de Isabel, frenó la tendencia proaustriaca del canciller Alekséi Bestúzhev-Riumin, inclinándose hacia Francia.
En 1746, Vorontsov cayó en desgracia y no tuvo nada que ver su relación con Federico II ni su amistad con Lestocq. Las acusaciones se lanzaron en un momento en que el vicecanciller "tomó vacaciones y empezó a viajar por Europa, sorprendiendo a París con una bata de gansa siberiana y al papa Benedicto XIV con una gran tontería en su conversación sobre la reunificación de las iglesias". Cuando regresó a San Petersburgo, pudo justificarse y recuperar su posición ante la emperatriz. También pudo defenderse de las acusaciones del partido austríaco de haber recibido sobornos del rey prusiano. Se le concedió la ciudad de Mariemburgo, en Livonia, como indemnización.
Cuando el canciller Bestúzhev-Riumin cayó en desgracia en 1758, se nombró en su lugar a Vorontsov. Además de heredar el llamado "sistema Pedro" de Bestúzhev-Riumin, una alianza con Austria contra Turquía), él e Isabel I continuaron la guerra con Prusia, aunque estuvieron próximos a la alianza bajo Pedro III. Vorontsov intentó disuadir al zar Pedro de la guerra con los daneses por Holstein.
Vorontsov estaba muy comprometido con Pedro, que anunció su intención de casarse con su sobrina, Elizaveta Vorontsova. Incluso después del golpe de Estado del 29 de junio de 1762, se esforzó por defender sus derechos. Mientras estaba con el emperador en Oraniembaum, se ofreció para viajar a San Petersburgo para "avisar" a Catalina y fue detenido en arresto domiciliario por negarse a jurar obediencia a la emperatriz. Fue uno de los últimos en prestar juramento y sólo al conocer la muerte del zar Pedro.
Sin embargo, Catalina II, que lo vio como un diplomático con experiencia y trabajador, lo dejó como canciller. La necesidad de compartir sus trabajos (sobre relaciones diplomáticas) con Nikita Panin, que se movía en un sistema completamente diferente, los malentendidos con él y otros personajes cercanos a la emperatriz, como Grigori Orlov, y la frialdad de la misma zarina, obligaron a Vorontsov a tomar largas vacaciones al extranjero en 1763.

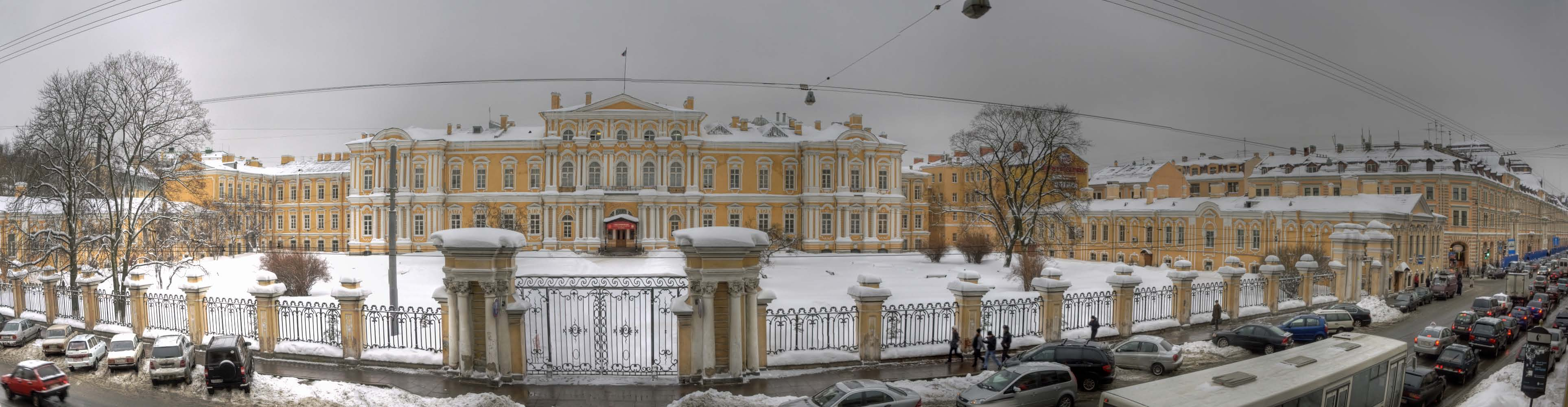
Palacio Vorontsov, en San Petersburgo.

A pesar de la generosidad de la zarina Isabel, que le otorgaba localidades y fábricas, siempre necesitaba dinero, continuamente solicitaba subsidios o pagaba deudas y pedía todo lo posible. Para sufragar los costos de construcción de sus palacios, se involucró en empresas de riesgo, incluidas las relacionadas con la especulación del pan y capitales extranjeros. Finalmente, debería vender a las arcas del Estado su palacio sin terminar en la calle Sadovaya, diseñado por Bartolomeo Rastrelli, mientras que la localidad de Marienburg la cedió a Vietinghoff.
Cuando regresó a Rusia en 1765, intentó volver al servicio imperial, pero fue despedido y se instaló en Moscú, donde murió el 15 (26) de febrero de 1767. Enterrado junto a sus padres en el monasterio de la Santa Cruz, que sería demolido en 1934. Su hija Anna Mijaílovna le sobreviviría dos años. Como no vivía con su legítimo marido, Aleksandr Stróganov, ni tenía hijos, la herencia del canciller se dividió entre sus hermanos después de varios pleitos.

### Familia
De su matrimonio con la condesa Anna Skavrónskaya (1722-1775), prima de la zarina Isabel Petrovna, tuvo cuatro hijos: 
- Anna (13 de abril de 1743 - 21 de febrero de 1769), casada con el conde Aleksandr Stróganov.
- Nikolái (23 de febrero de 1751 - 23 de abril de 1751).
- María (14 de enero de 1753 a 25 de julio de 1753).
- Isabel (11 de julio de 1757 a 16 de junio de 1758).

Debido a la ausencia de herederos masculinos directos del Canciller, sus hermanos Román Ilariónovich (1717 - 1783) e Iván Ilariónovich (1719-1786) continuaron la familia Vorontsov.
La importancia de la familia se acrecentaría desde mediados del siglo XVIII, estando MIjaíl Ilariónovich en el origen de la fortuna familiar. Su sobrino, el conde Aleksandr Vorontsov sería también canciller entre 802 y 1804. Su sobrina Elizaveta Vorontsova fue dama de compañía y favorita de Pedro III y otra de sus sobrinas, la princesa Yekaterina Vorontsova-Dashkova fue una de las mejores amigas de Catalina II.

## Personalidad

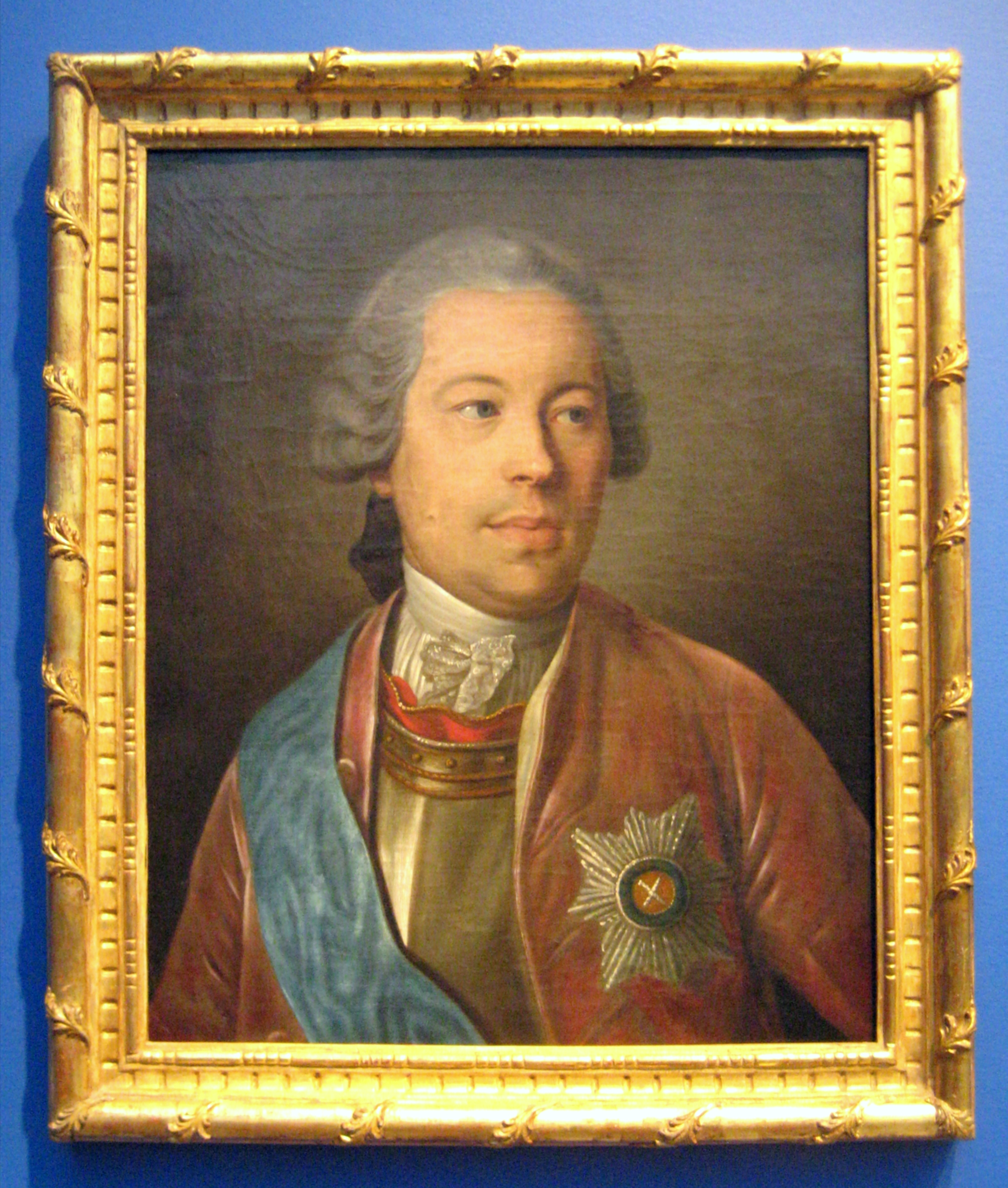
Retrato en el museo Kuskovo.

Las valoraciones sobre la personalidad de Vorontsov en la literatura histórica son muy variadas. "Un hombre corrupto, pero en cierto sentido honesto", es la paradoja con que le describió Kazimierz Waliszewski. Christoph Manstein lo consideraba poco capaz y poco educado. La zarina Catalina II, que no se arrepentía de Vorontsov, lo describía así: "Hipócríta que nunca se ha vendido al primer postor; No había una corte [extranjera] que no lo tuviera en nómina."
No podemos rechazar la discreción y la prudencia de Vorontsov. Los mensajeros extranjeros esperaron en vano respuestas firmes de él. Confiaba a todos, pero ocultaba sus verdaderas intenciones. Varios observadores extranjeros estimaron que Vorontsov había sido puesto al frente de la Oficina de Relaciones Exteriores como un escudo que cubría a los hermanos Shuválov. Ha sido mucho más educado y redundante que los Shuválov, por lo que es perfecto "para la representación y el intercambio de cortesía con los embajadores".
Mijaíl Vorontsov fue patrocinado por Mijaíl Lomonósov, por lo que con sus fondos erigiría un monumento de mármol en la tumba del científico.

## Condecoraciones
- Orden de San Andrés.
- Orden de San Alejandro Nevski.
- Orden de Santa Ana.
- Orden del Águila Negra.
- Orden del Águila Blanca.

## En el cine
- 1991, La joven Catalina. Interpretado por Franco Nero.
- 1996, Catalina la Grande. Interpretado por Ian Richardson.
- 2005, Favorit. Interpretado por Vladímir Artiómov.
- 2014, Yekaterina. Interpretado por Konstantín Topolaga.
- 2015, Velikaya. Interpretado por Valeri Kujareshin.